# طمرة
طمرة هي مدينة فلسطينية تقع في منطقة الجليل الغربي من فلسطين التاريخية، تبعد مسافة 15 كم عن مدينة عكا و20 كم عن مدينة حيفا. حسب معطيات اللجنة المركزية الإسرائيلية للإحصائيات، والمثبت لنهاية عام 2022م، فإن عدد سكان المدينة 35,834 مواطن، ونحو 99.9% منهم من العرب المسلمين. يبلغ عدد الرجال في المدينة نحو 17,893، والنساء نحو 17,512. معدّل الدخل الشهري لمواطني المدينة من الموظّفين، صحيح لسنة 2019، هو 6,122 شيكل. كانت طمرة قرية حتى سنة 1995م عندما انتزع أهلها لقب مدينة. صُنفت طمرة في العنقود الاجتماعي-الاقتصادي 3 (من 10) لعام 2019.

## التسمية
سُميّت طمرة بهذا الاسم لكثرة أشجار النخيل فيها، كذلك نسبةً إلى بائع تمر (أمير كنعاني) مرّ منها مرّة. ويُعتقد أن تسميتها تعود إلى ياعل تومر - أمير كنعاني ذُكر في التّوراة، أو نسبة إلى التمر ومنها اشتُقّ اسم «تمرة» أو «طمرة».

## جغرافيًا
تتميّز طمرة بمواقع جغرافية مثل منطقة التل الذي يكشف المنظر العام لسهول المدينة الخضراء، والطبيعة التي تطل على مدينتي عكا وحيفا وبحرهما، إلا أن سياسة التمييز العنصري التي تمارس ضد السكان الفلسطينيين تحول دون ترميم هذه المواقع بالشكل المرجو والمطلوب، وقد وصف السفير الفرنسي لدى إسرائيل هاتين المنطقتين باْنهما قطعة من جنة الله على الأرض لكنها قطعة مهملة، وقال أيضا أثناء زيارته التي نظمتها صحفية شابة من سكان المدينة باْنه من الظلم أن تهمل هذه القطع الجغرافية الخلابة، وأنه من العيب والمؤسف تركها بهذا الشكل.

## الأحياء
- حي المياعرة
- حي أبو الرمان
- حي خلة الشريف
- حي الجبل
- حي الشمالي
- حي المسلوقة
- حي الهربة
- حي الحمرة
- حي حسن النمر
- حي خلة الغزال
- حي البيك
- حي العين
- حي الورود
- الحارة الفوقا (البلدة القديمة)، وهي منطقة مرتفعة في المدينة تقع في شرق المدينة تقريباً وتعد من أكبر أحياء طمرة، ويقدَّر عدد سكانها بأكثر من 4,000 نسمة.
- حي أبو الرمان يقع في منتصف المدينة، ويقدَّر عدد سكانه بنحو 3,000 نسمة.
- خلة الشريف، (تقع في أقصى شمال غرب طمرة)، تكوّن الحي في الأعوام 1948 إلى 1953، وكان نصفه الشمالي تابعًا لمجلس كابول، وضُمّ عام 1953 إلى طمرة، وهو ملتصق بقرية كابول تقريبًا من الشرق، وتحده من الشمال والغرب مساحات كبيرة من الأحراش وبيارات الدامون وسهول واسعة، ويقدَّر عدد سكانه بأكثر من 3,000 نسمة، معظمهم من عائلة الزيادنة.[4] والبدو.

شكّلت كل حارة وحدة جغرافية واجتماعية، حيث ضمت الحارة حمولة واحدة أو عدة عائلات صغيرة تجمعها علاقة متينة. مع تطور القرية وازدياد عدد سكانها نتيجة للزيادة الطبيعية ونزوح سكان القرى المجاورة اليها، توسعت المساحة المبنية باتجاه الغرب والجنوب وانتقل إليها سكان من مختلف الأحياء.

## التعليم
في طمرة 12 مدرسة ابتدائية، منها المدارس التالية: أبو الرومان، الزهراء، الشريف، الرازي، الغزالي، البخاري، البيروني، ابن سينا، وست مدارس إعدادية، منها: ابن خلدون، الفارابي، المتنبي، البيان الشاملة، الحكمة، وتسع مدارس ثانوية، منها: هشام أبو رومي، الخوارزمي، البيان الشاملة، ابن رش)، ومدرسة للتاْهيل المهني، ومدرستين للتعليم الخاص (النور، مدرسة العسر التعليمي)، ومدرسة زراعية، ومدرسة للموهوبين تستقبل تلاميذ المدينة والمدن والقرى المجاورة مثل كابول وكفر ياسيف والجديدة والمكر، وفيها أيضا عدد من المراكز التعليمية والثقافية منها مركز نيوتن، ومركز الاتصال الجماهيري، ومركز لتطوير طواقم المعلمين، ونوادي شباب تعمل تحت إشراف وحده تأهيل الشبيبة، ونويديات «أولاد في ضائقة»، وهناك أيضًا فرع للجامعة المفتوحة، ومركز الشيخ زكي دياب الذي يرعى معظم النشاطات الثقافية في المدينة مثل عقد المؤتمرات والندوات الأدبية، الشعرية، الاقتصادية، السياسية، العلمية والفنية، وأنشأ مركز الشيخ زكي دياب مسرحًا للصغار والكبار كما وأقام دورات لتعليم فنونه في المدينة ويقوم بإعداد الدورات التعليمية للغات الأجنبية وغيرها من النشاطات. وقد حصلت بعض مدارس البلدة على جوائز تقديرية من جهات مختلفة.
بحسب معطيات اللجنة المركزية الإسرائيلية للإحصائيات، فإن نسبة الحاصلين على شهادة البجروت من بين طلاب الصف الثاني عشر، صحيح للعام الدراسي 2020/2021، تبلغ 69.3%. ونسبة الطلاب المتسربين من المدارس، صحيح للعام الدراسي نفسه، تبلغ 0.5%. نسبة الطلاب في المعاهد الأكاديمية للتعليم العالي من مجمل سكان المدينة هي 3.2%. أما نسبة حاملي الشهادات الأكاديمية من مواطني البلدة الذين تتراوح أعمارهم بين 35-55 عام فهي 13.1%.

## الصحة
افتتح في طمرة مشفى الرحمة المستقل، وهو الأول من نوعه في الوسط العربي، وتشرف عليه الحركة الإسلامية - الشق الشمالي. وهناك أيضًا جمعية شهد لرعاية ذوي الاحتياجات الخاصّة.

## المساجد في المدينة
يوجد في المدينة 11 مسجد:
1. المسجد القديم.
2. مسجد القبة.
3. مسجد السلام.
4. مسجد الدعوة.
5. مسجد خلة الشريف.
6. مسجد بلال بن رباح (العين).
7. مسجد الرحمة.
8. مسجد معاذ بن جبل
9. مسجد التابعين (خلة الغزال).
10. مسجد السحليان.
11. مسجد الحكمة (المنطقة الصناعية).

## السياحة
في مدينة طمرة منتجعان سياحيان ضخمان: منتجع ملاهي التوت ومنتجع العش، ويزورهما السكان العرب الفلسطينيون من مختلف قرى ومدن الداخل الفلسطيني.

## الرياضة
رياضة كرة القدم هي الرياضة الأكثر شعبية في المدينة، وتوجد فيها ثلاثة فرق لكرة القدم وهم مكابي طمرة، هبوعيل شباب طمرة، هبوعيل خلة الشريف طمرة. توجد في المدينة كذلك مدرستان لكرة القدم. أما عن رياضة كرة السلة، فيوجد في المدينة فريقين لكرة السلة للرجال والنساء.
في نهاية الموسم الرياضي 2018/2017 بادرت مجموعة من اللاعبين المحليين والبعض من جمهور الفرق في طمرة إلى إقامة فريق جديد تحت اسم «الأهلي طمرة» ليكون أول فريق متألّف من لاعبين من المدينة فقط.

## رؤساء البلدية
في عام 1955 عُيّن أول مجلس محلي في القرية وتعاقب على رئاسته محمد نايف عواد، ويوسف العبد دياب، ومصطفى الحج دياب.
في أواخر سنة 1973 اجريت آخر انتخابات محلية وفق الصيغة السابفة، حيث انتُخِب الرئيس بأغلبية أعضاء المجلس المحلي وشُكّل ائتلافًا لإدارته. في تلك الفترة انتُخب الشيخ زكي ذياب رئيسًا للمجلس وكامل أبو كامل حجازي قائمًا بأعمال الرئيس.
في سنة 1980 اجريت أول انتخابات مباشرة لاختيار الرئيس حسب الصيغة المعدلة الجديدة إضافة إلى انتخاب قوائم العضوية للمجلس البلدي، وقد فاز في هذه الانتخابات عباس حجازي ممثلًا عن قائمة «الجبهة الديمقراطية للسلام والمساواة». في عام 1984 انتُخب عباس حجازي عن «الجبهة» مجدّدًا. في عام 1989 انتخب الدكتور هشام أبو رومي لرئاسة المجلس ممثلًا عن «الجبهة الديمقراطية للسلام والمساواة»، وفي عام 1993 اعيد انتخابه لفترة رئاسية ثانية، هذه المرة ممثلًا عن قائمة مستقلة.
في عام 1998 انتخب موسى أبو رومي رئيسًا للبلدية عن «الحركة الإسلامية». وفي عام 2003 انتخب عادل أبو الهيجاء رئيسا للبلدية عن «الجبهة الديمقراطية للسلام والمساواة». في عام 2008 اعيد انتخاب عادل أبو الهيجاء رئيسا للبلدية عن «الجبهة الديمقراطية للسلام والمساواة». في 2013 انتخب سهيل ذياب رئيسًا للبلدية عن «قائمه عهد الجماهير».
وصلت نسبة التصويت في الانتخابات المحلية لعام 2018 في الدورة الانتخابية الأولى إلى 91%، وفي الدورة الثانية إلى 86.6%.

## التاريخ
يعود تاريخ طمرة لآلاف السنين، حيث وجدت فيها آثار من العصرين البيزنطي والروماني، كما وعُثر فيها على مقابر وغيرها من هذين العصريين. وقد وجدت في طمرة آثار قديمة تعود إلى العصر البيزنطي، إلا أن هيئة آثار إسرائيل قامت بطمر مكانها بعد أن جمعت منه الآثار التي تريد. توجد في طمرة مبانٍ قديمة يعود بناؤها إلى مئات السنين، والتي ما زالت قائمة إلى اليوم إلا إنها قليلة.
تُعرف طمرة في التاريخ الفلسطيني بأنها المكان الذي توفي فيه شاعر ثورة البراق نوح إبراهيم (الذي عرف بقصيدته من سجن عكا)، حيث قُتل في معركة تسمى «معركة الصنيبعة» التي وقعت في أطراف مدينة طمرة (جبل الصنيبعة) ودفن في المقبرة القديمة في المدينة سنة 1938، ما زال قبر نوح إبراهيم موجودًا ومعروفًا فيها.